# Virgilio Almeida
Virgílio Augusto Fernandes Almeida (, 25 de março de 1950) é um pesquisador brasileiro, membro titular da Academia Brasileira de Ciências na área de Ciências da Engenharia desde 6 de junho de 2006. É professor do Instituto de Ciências Exatas da Universidade Federal de Minas Gerais.
Foi condecorado com a Grã-Cruz da Ordem Nacional do Mérito Científico.
Veja também
- Lista de agraciados com a Grã-Cruz da Ordem Nacional do Mérito Científico